# باد مورس
باد مورس (بالإنجليزية: Bud Morse)‏ هو لاعب كرة قاعدة ومحامي أمريكي، ولد في 4 سبتمبر 1904 في بيركيلي في الولايات المتحدة، وتوفي في 6 أبريل 1987 في سباركس في الولايات المتحدة.

## وصلات خارجية
- باد مورس على موقعبيزبول رفرنس.كوم (الدوري الرئيسي) (الإنجليزية)
- باد مورس على موقعبيزبول رفرنس.كوم (الدوري الثانوي) (الإنجليزية)